# ESPN Deportes Radio
ESPN Deportes Radio è una catena radiofonica di sport in lingua spagnola, edita da ESPN Inc., con filiali in varie città degli Stati Uniti, in San Juan (Porto Rico) e nel nord del Messico, attraverso il Sistema Satellitare Sirius e XM Radio.
Le trasmissioni radiofoniche hanno inizio nel 2005, un anno dopo la nascita dell'affiliato canale televisivo ESPN Deportes, anch'esso in lingua spagnola. L'emittente radiofonica del gruppo ESPN in lingua inglese, invece, è la ESPN radio.
La programmazione comprende call-in talk show e analisi commentate su una vasta gamma di eventi sportivi, tra cui calcio, football americano, baseball e boxe.

## Slogan
- Solo Deportes, Solo en Español - Solo Sport, Solo in Spagnolo (2005-attuale)
- Llegamos para quedarnos - Siamo arrivati per restare (2005)
- El Líder Mundial de Deportes - Il Leader Mondiale dello Sport (2006-attuale)
- La Deportiva de Nuestra Gente - Lo Sport del Nostro Popolo (2007-attuale)
- En donde el Fútbol es Mucho Mas que 90 Minutos - Dove il Calcio è Molto di Più che 90 Minuti (2010-attuale)